# Čabar
Čabar est une ville et une municipalité du comitat de Primorje-Gorski Kotar, en Croatie. Au recensement de 2001, la municipalité comptait 4 387 habitants, dont 94,76 % de Croates et la ville seule comptait 511 habitants.

## Localités
La municipalité de Čabar compte 42 localités :
| - Bazli - Brinjeva Draga - Crni Lazi - Čabar - Donji Žagari - Fažonci - Ferbežari - Gerovo - Gerovski Kraj - Gorači - Gornji Žagari - Hrib - Kamenski Hrib - Kozji Vrh | - Kraljev Vrh - Kranjci - Lautari - Lazi - Makov Hrib - Mali Lug - Mandli - Okrivje - Parg - Plešce - Podstene - Požarnica - Prezid - Prhci | - Prhutova Draga - Pršleti - Ravnice - Selo - Smrečje - Smrekari - Sokoli - Srednja Draga - Tropeti - Tršće - Vode - Vrhovci - Zamost - Zbitke |